# Movimiento de la Izquierda Revolucionaria - Nueva Mayoría
Movimiento de la Izquierda Revolucionaria - Nueva Mayoría (Den revolutionære venstreorienterede bevægelse - Ny majoritet, eller blot MIR) er et venstreorienteret politisk parti i Bolivia. Partiet er medlem af Socialistisk Internationale og spillede en væsentlig rolle i boliviansk politik fra slutningen af 1970'erne til slutningen af 1990'erne.

## Historie
MIR blev grundlagt i 1971 ved en sammenslutning af en venstreorienteret fraktion af Bolivias kristent-demokratiske parti, Partido Demócrata Cristiano (PDC), og den radikale studenterbevægelse Movimiento Nacionalista Revolucionario (MNR). Partiet har siden stiftelsen været ledet af Jaime Paz Zamora. MIR fik indflydelse i den bolivianske fagbevægelse og i bolivianske politik i 1970'erne.
I 1978 samarbejdede MIR med centrum-venstre partiet UDP under ledelse af tidligere præsident Hernán Siles Zuazo. Efter nogle år med ustabilt militærstyre blev Hernan Ziles Zuaro udpeget til Bolivias præsident i 1982 og MIR's Jaime Paz Zamora blev udpeget til vice-præsident. Siles blev hurtigt upopulær og MIR forlod i 1984 koalitionen bag Siles. I 1985 betød intern uro i partiet splittelse og en fraktion af partiet dannede det rivaliserende Movimiento Bolivia Libre. Den resterende del af partiet tilføjede Nueva Mayoría til partiets navn og vedtog et mere moderat politisk program, hvor partiet bevægede sig væk fra klassiske marxistiskedogmer og omtaler af traditionel klassekamp

### Præsidentpost
MIR blev revitaliseret i slutningen af 1980'erne, da der efter Siles' regeringsperiode af præsident Víctor Paz Estenssoro (MNR) blev indført en reformpolitik i landet for at leve op til udenlandske långiveres krav. Bolivias økonomi lå på daværende tidspunkt i ruiner og var bl.a. plaget af hyperinflation med en inflationsrate, som var den 4. højeste nogensinde registreret i verden.
MIR var i denne periode en kritiker af reformer og "neoliberalisme" og ved valget i 1989 vandt Jaime Paz Zamora præsidentvalget, selv om Zamora blot var blevet nr. tre i første valgrunde. Da ingen kandidat havde opnået mere end 50% af stemmerne, var det nødvendigt med en valgrunde to, og takket være en alliance mellem MIR og den tidligere fjende, den højreorienterede kandidat, general og tidligere diktator Hugo Banzer, lykkedes det at vinde valget i runde to. Jaime Paz Zamora måtte inden valgte indgå en "Patriorisk Pagt" med Banzer, hvilket tvang ham til i sin tid som præsident til at føre en politik, der afveg fra det oprindelige valgprogram, hvilket i høj grad skuffede MIR's støtter. Jaime Paz Zamora trådte tilbage som præsident i 1993 efter fire år ved magten.

## I dag
Som andre partier, der traditionelt har haft en afgørende indflydelse på boliviansk politik (såsom MNR og Banzers Acción Democrática Nacionalista (ADN)), har MIR konstateret tilbagegang siden begyndelsen af 2000'erne, hvilket bl.a. skyldes den samtidige fremgang for Movimiento al Socialismo (MAS). Et af MIR's fremtrædende medlemmer, Oscar Eid, modtog en længere fængselsdom for narkosmugling, hvilket yderligere belastede partiet.
Partiet stillede ikke op til præsidentvalget i 2005, men har i stedet med begrænset succes forsøgt at koncentrere sig om at vinde lokal indflydelse i Bolivias departementer og provinser. Strategien om lokal indflydelse har dog ikke vist sig succesfuld og partiet er i dag uden væsentlig indflydelse. Partiet stillede ikke op til præsidentvalgene i 2009 og 2014.